# 69. ročník udílení cen Emmy
69. ročník udílení cen Emmy oceňující nejlepší televizní počiny v období od 1. června 2016 do 31. května 2017 se konal dne 17. září 2017 v Microsoft Theater v Los Angeles. Přímý přenos vysílala televizní stanice CBS a moderoval ho Stephen Colbert. Nominace oznámily Anna Chlumsky a Shemar Moore 13. července 2017. Nejvíce nominací získalo drama Westworld a pořad Saturday Night Live, celkem 22 nominací každý. Ceny Creative Arts Emmy se předávaly 9. a 10. září 2017.

## Vítězové a nominovaní
Tučně jsou označeni vítězové.

### Pořady
| Nejlepší komediální seriál | Nejlepší dramatický seriál |
| --- | --- |
| - Viceprezident(ka) (HBO) - Atlanta (FX) - Black-ish (ABC) - Mistr amatér (Netflix) - Taková moderní rodinka (ABC) - Silicon Valley (HBO) - Nezdolná Kimmy Schmidt (Netflix)                                                           | - Příběh služebnice (Hulu) - Volejte Saulovi (AMC) - Koruna (Netflix) - Dům z karet (Netflix) - Stranger Things (Netflix) - Tohle jsme my (NBC) - Westworld (HBO)       |
| Nejlepší talk show | Nejlepší zábavný pořad |
| - Last Week Tonight with John Oliver (HBO) - Full Frontal with Samantha Bee (TBS) - Jimmy Kimmel Live! (ABC) - The Late Late Show with James Corden (CBS) - Real Time with Bill Maher (HBO) - The Late Show with Stephen Colbert (CBS) | - Saturday Night Live (NBC) - Billy on the Street (truTV) - Documentary Now! (IFC) - Drunk History (Comedy Central) - Portlandia (IFC) - Tracey Ullman's Show (HBO)     |
| Nejlepší minisérie | Nejlepší soutěžní pořad |
| - Sedmilhářky (HBO) - Fargo (FX) - Zlá krev (FX) - Génius (Nat Geo) - Jedna noc (HBO) | - The Voice (NBC) - Amazing Race: O milion kolem světa (CBS) - Ninja faktor po americku (NBC) - Project Runway (Lifetime) - RuPaul's Drag Race (VH1) - Top Chef (Bravo) |
| Nejlepší TV film | |
| - Černé zrcadlo – San Junipero (Netflix) - Dolly Parton's Christmas of Many Colors: Circle of Love (NBC) - Nesmrtelný život Henrietty Lacksové (HBO) - Sherlock – Skomírající detektiv (PBS) - Čaroděj ze země lží (HBO)               | |

### Herectví

#### Hlavní role
| Nejlepší herec v komediálním seriálu | Nejlepší herečka v komediálním seriálu |
| --- | --- |
| - Donald Glover jako Earnes Marks v seriálu Atlanta (FX) - Anthony Anderson jako Andre „Dre“ Johnson starší v seriálu Black-ish (ABC) - Aziz Ansari jako Dev Shah v Mistr amatér (Netflix) - Zach Galifianakis jako Chip Baskets a Dale Baskets v seriálu Baskets (FX) - William H. Macy jako Frank Gallagher v seriálu Shameless (Showtime) - Jeffrey Tambor jako Morton „Maura“ Pfefferman v seriálu Transparent (Amazon)                                                               | - Julia Louis-Dreyfus jako Selina Meyer v seriálu Viceprezident(ka) (HBO) - Pamela Adlon jako Sam Fox v seriálu Bude líp (FX) - Jane Fondová jako Grace Hanson v seriálu Grace a Frankie (Netflix) - Allison Janney jako Bonnie Plun kett v seriálu Máma (CBS) - Ellie Kemper jako Kimmy Schmidt v seriálu Nezdolná Kimmy Schmidt (Netflix) - Tracie Ellis Ross jako doktorka Rainbow "Bow" Johnson v seriálu Black-ish (ABC) - Lily Tomlin jako Frankie Bergstein v seriálu Grace a Frankie (Netflix) |
| Nejlepší herec v dramatickém seriálu | Nejlepší herečka v dramatickém seriálu |
| - Sterling K. Brown jako Randall Pearson v seriálu Tohle jsme my (NBC) - Anthony Hopkins jako doktor Robert Ford v seriálu Westworld (HBO) - Bob Odenkirk jako Jimmy McGill v seriálu Volejte Saulovi(AMC) - Matthew Rhys jako Philip Jennings v Takoví normální Američané (FX) - Liev Schreiber jako Ray Donovan v seriálu Ray Donovan (Showtime) - Kevin Spacey jako Frank Underwood v seriálu Dům z karet (Netflix) - Milo Ventimiglia jako Jack Pearson v seriálu Tohle jsme my (NBC) | - Elisabeth Mossová jako June Osborne v seriálu Příběh služebnice (Hulu) - Viola Davis jako Annalise Keating v seriálu Vražedná práva (ABC) - Claire Foy jako královna Alžběta v seriálu Koruna (Netflix) - Keri Russell jako Elizabeth Jennings v Takoví normální Američané (FX) - Evan Rachel Woodová jako Dolores Abernathy v seriálu Westworld (HBO) - Robin Wright jako Claire Underwood v seriálu Dům z karet (Netflix)                                                                          |
| Nejlepší herec v minisérii nebo televizním filmu | Nejlepší herečka v minisérii nebo televizním filmu |
| - Riz Ahmed jako Nasir Khan v seriálu Jedna noc (HBO) - Benedict Cumberbatch jako Sherlock Holmes v seriálu Sherlock: Skomírající detektiv (PBS) - Robert De Niro jako Bernie Madoff ve filmu Čaroděj ze země lží (HBO) - Ewan McGregor jako Ray Stussy a Emmit Stussy v seriálu Fargo (FX) - Geoffrey Rush jako Albert Einstein v seriálu Génius (Nat Geo) - John Turturro jako John Stone v seriálu Jedna noc (HBO)                                                                     | - Nicole Kidmanová jako Celeste Wright v seriálu Sedmilhářky (HBO) - Carrie Coon jako Gloria Burgle v seriálu Fargo (FX) - Felicity Huffmanová jako Barbara „Barb“ Hanlon v seriálu American Crime (ABC) - Jessica Lange jako Joan Crawford v seriálu Zlá krev (FX) - Susan Sarandonová jako Bette Davis v seriálu Zlá krev (FX) - Reese Witherspoonová jako Madeline Martha Mackenzie v seriálu Sedmilhářky (HBO)                                                                                     |

#### Vedlejší role
| Nejlepší herec ve vedlejší roli v komediálním seriálu | Nejlepší herec ve vedlejší roli v komediálním seriálu |
| --- | --- |
| - Alec Baldwin jako Donald Trump v pořadu Saturday Night Live (NBC) - Louie Anderson jako Christine Baskets v Baskets (FX) - Tituss Burgess jako Titus Andromedon v seriálu Nezdolná Kimmy Schmidt (Netflix) - Ty Burrell jako Phil Dunphy v seriálu Taková moderní rodinka(ABC) - Tony Hale jako Gary Walsh v seriálu Viceprezident(ka) (HBO) - Mat Walsh jako Mike McLintock v seriálu Viceprezident(ka) (HBO)                                                                          | - Kate McKinnonová v několika rolích v pořadu Saturday Night Live(NBC) - Vanessa Bayer v několika rolích v pořadu Saturday Night Live (NBC) - Anna Chlumsky jako Amy Brookheimer v seriálu Viceprezident(ka) (HBO) - Kathryn Hahn jako Raquel Fein v seriálu Transparent (Amazon) - Leslie Jones v několika rolích v pořadu Saturday Night Live (NBC) - Judith Light jako Shlley Pfefferman v seriálu Transparent (Amazon) |
| Nejlepší herec ve vedlejší roli v dramatickém seriálu | Nejlepší herečka ve vedlejší roli v dramatickém seriálu |
| - John Lithgow jako Winston Churchill v seriálu Koruna (Netflix) - Jonathan Banks jako Mike Ehrmantraut v seriálu Volejte Saulovi (AMC) - Michael Kelly jako Doug Stamper v seriálu Dům z karet (Netflix) - David Harbour jako Jim Hopper v seriálu Stranger Things (Netflix) - Ron Cephas Jones jako William H. Hill v seriálu Tohle jsme my (NBC) - Mandy Patinkin jako Saul Berenson v seriálu Ve jménu vlasti (Showtime) - Jeffrey Wright jako Bernard Lowe v seriálu Westworld (HBO) | - Ann Dowd jako teta Lydia v seriálu Příběh služebnice (Hulu) - Uzo Aduba jako Suzanne Warren v seriálu Holky za mřížemi (Netflix) - Millie Bobby Brownová jako Jedenáctka v seriálu Stranger Things (Netflix) - Chrissy Metz jako Kate Pearson v seriálu Tohle jsme my (NBC) - Thandie Newton jako Maeve Millay v seriálu Westworld (HBO) - Samira Wiley jako Moira v seriálu Příběh služebnice (Hulu)                    |
| Nejlepší herec ve vedlejší roli v minisérii nebo televizním filmu | Nejlepší herečka ve vedlejší roli v minisérii nebo televizním filmu |
| - Alexander Skarsgård jako Perry Wright v seriálu Sedmilhářky (HBO) - Bill Camp jako Dennis Box v seriálu Jedna noc (HBO) - Alfred Molina jako Robert Aldrich v seriálu Feud (FX) - David Thewlis jako V.M. Varga v seriálu Fargo (FX) - Stanley Tucci jako Jack L. Warner v seriálu Zlá krev (FX) - Michael K. Williams jako Freddy Knight v seriálu Jedna noc (HBO) | - Laura Dernová jako Renata Klein v seriálu Sedmilhářky (HBO) - Regina Kingová jako Kimara Walters v seriálu American Crime (ABC) - Judy Davisová jako Hedda Hopper v seriálu Zlá krev (FX) - Jackie Hoffman jako Mamacita v seriálu Zlá krev (FX) - Michelle Pfeifferová jako Ruth Madoff v televizním filmu Čaroděj ze země lží (HBO) - Shailene Woodley jako Jane Chapman v seriálu Sedmilhářky (HBO)                   |

### Režie
| Nejlepší režie komediálního seriálu | Nejlepší režie dramatického seriálu |
| --- | --- |
| - Atlanta (díl: „B.A.N.“), režie Donald Glover (FX) - Silicon Valley (díl: „Intellectual Property“), režie Jamie Babbit (HBO) - Silicon Valley (díl: „Server Error“), režie Mike Judge (HBO) - Viceprezident(ka) (díl: „Blurb“), režie Morgan Sackett (HBO) - Viceprezident(ka) (díl: „Groundbreaking“), režie David Mandel (HBO) - Viceprezident(ka) (díl: „Justice“), režie Dale Stern (HBO)                                 | - Příběh služebnice (díl: „Offred“), režie Reed Morano (Hulu) - Volejte Saulovi (díl: „Witness“), režie Vince Galligan (AMC) - Koruna (díl: „Hyde Park Corner“), režie Stephen Daldry (Netflix) - Příběh služebnice (díl: „The Bridge“), režie Kate Dennis (Hulu) - Ve jménu vlasti (díl: „America First“), režie Lesli Linka Glatter (Showtime) - Stranger Things (díl: „Chapter One: The Vanishing of Will Byers“), režie The Duffer Brothers (Netflix) - Westworld (díl: „The Bicameral Mind“), režie Jonathan Nolan (HBO) |
| Nejlepší režie speciálu | Nejlepší režie minisérie, televizního filmu nebo dramatického speciálu |
| - Saturday Night Live (díl: „Host: Jimmy Fallon“), režie Don Roy King (NBC) - Drunk History (díl: „Hamilton“), režie Jeremy Konner a Derek Waters (Comedy Central) - Jimmy Kimmel Live! (díl: „The (RED) Show“), režie Andy Fisher (ABC) - Last Week Tonight with John Oliver (díl: „Multi-Level Marketing“), režie Paul Pennolino (HBO) - The Late Show with Stephen Colbert (díl: „Episode 0179“), režie Jim Hoskinson (CBS) | - Sedmilhářky, režie Jean-Marc Vallée (HBO) - Fargo (díl: „The Law of Vacant Places“), režie Noah Hawley (FX) - Zlá krev (díl: „And the Winner Is ... (The Oscars of 1963)“), režie Ryan Murphy (FX) - Génius (díl: „Einstein: Chapter One“), režie Ron Howard (Nat Geo) - Jedna noc (díl: „The Art of War“), režie James Marsh (HBO) - Jedna noc (díl: „The Beach“), režie Steve Zaillian (HBO) |

### Scénář
| Nejlepší scénář pro komediální seriál | Nejlepší scénář pro dramatický seriál |
| --- | --- |
| - Mistr amatér (díl: „Thanksgiving“), scénář Aziz Ansari a Lena Waithe (Netflix) - Atlanta (díl: „B.A.N.“), scénář Donald Glover (FX) - Atlanta (díl: „Streets on Lock“), scénář Stephen Glover (FX) - Silicon Valley (díl: „Success Failure“), scénář Alec Berg (HBO) - Viceprezident(ka) (díl: „Georgia“), scénář Billy Kimball (HBO) - Viceprezident(ka) (díl: „Groundbreaking“, scénář David Mandel (HBO) | - Příběh služebnice (Epizoda: „Offred“), scénář Bruce Miller (Hulu) - Takoví normální Američané (díl: „The Soviet Division“), scénář Joe Weisberg a Joel Fields (FX) - Volejte Saulovi (díl: „Chicanery“), scénář Gordon Smith (AMC) - Koruna (díl: „Assassins“), scénář Peter Morgan (Netflix) - Stranger Things (díl: „Chapter One: The Vanishing of Will Byers“), scénář The Duffer Brothers (Netflix) - Westworld (díl: „The Bicameral Mind“), scénář Lisa Joy a Jonathan Nolan (HBO) |
| Nejlepší scénář – speciál | Nejlepší scénář pro minisérii, televizní film nebo dramatický speciál |
| - Last Week Tonight with John Oliver (HBO) - Full Frontal with Samantha Bee (TBS) - Late Night with Seth Meyers (NBC) - The Late Show with Stephen Colbert (CBS) - Saturday Night Live (NBC) | - Černé zrcadlo (díl: „San Junipero“), scénář Charlie Brooker (Netflix) - Sedmilhářky, scénář David E. Kelley (HBO) - Fargo (díl: „The Law of Vacant Places“), scénář Noah Hawley(FX) - Zlá krev (díl: „And the Winner Is ... (The Oscars of 1963)“), scénář Ryan Murphy (FX) - Zlá krev (díl: „Pilot“), scénář Jaffe Cohen, Michael Zam a Ryan Murphy (FX) - Jedna noc (díl: „The Call of the Wild“), scénář Steve Zaillian (HBO)                                                        |